# Miss A
A Miss A négy, majd később háromtagú koreai-kínai lányegyüttes, székhelyük Szöulban található. A JYP Entertainment alatt futnak, tagjai pedig: Vang Fej-fej (Wang Feifei) (Fei), I Minjong (Lee Min-young) (Min) és Pe Szudzsi (Bae Suzy) (Suzy). 2016 májusában Meng Csia (Meng Jia) (Jia) elhagyta a kiadót és a csapatot miután nem hosszabbította meg a kiadóval kötött szerződést. A zenekar neve a Miss Asia („Ázsia kisasszony”) rövidítése. 2017 decemberében a JYP bejelentette, hogy 7 év után az együttes hivatalosan is felbomlik.

## Történetük

### A debütálás előtt
Fei és Jia 2007-ben kerültek a kiadóhoz. Még a debütálásuk előtt szerepeltek a 2PM „My color” című videóklipjében.
2009-ben, gyakornoki időszakuk alatt az együttes öttagú volt. Ez idő tájt jártak Kínában, ahol számos TV-műsorban feltűntek, hogy bemutatkozzanak a kínai közönségnek. Mivel a csapatnak ekkor még nem volt hivatalos neve, a kínai közösség „JYP Sisters” és „Chinese Wonder Girls” néven ismerte őket. Az ezt követő időszakban a csoport számos változáson keresztülment, elsősorban Lim kilépésekor, aki később a Wonder Girls tagja lett. Az ő távozását két másik tag felmondása követte. A JYP Entertainment úgy döntött, hogy Fei és Jia a későbbiekben Suzy-val fog szerepelni, aki egyébként azelőtt egy internetes bevásárlóközpont reklámarca volt.
Az újdonsült Miss A nevet viselő együttes első promóciós tevékenysége a Samsung Anycall Campaign-be való belépés volt. Ezen esemény kapcsán nyilvánosságra hoztak egy reklámdalt, a "Love Again"-t.
Min, aki korábban szóló előadóként tevékenykedett, és az Egyesült Államokban volt szintén a JYP Entertainment gyakornoka, szintén megjelent a videóklipben. Hatodik osztályos kora óta amerikai gyakornoki iskolába járt, ahol 6 évig képezték. 2008-ban költözött vissza és folytatta tevékenységeit Dél-Koreában. A New Yorkban töltött ideje alatt a Repertory Company Gimnáziumban tanult. Később bejelentette, hogy ő is szeretne csatlakozni az alakuló együtteshez, és hazájában a három korábban említett taggal együtt debütált.

### 2010: debütálás Dél-Korában a "Bad Girl Good Girl"-lel és a "Breathe"-szel
A Miss A Dél-Koreában egy négy tagú lánybandaként debütált a "Bad Girl Good Girl" című számukkal, amit az első albumukra, a 'Bad but Good'-ra vettek fel. Augusztus 1-jén elérték az első helyet a SBS Inkigayo-ján.
A második albumuk, a Step Up megjelenése Szeptember 26-án történt. A 'Breathe' című számukat előadták, mint első kislemezt, és bemutattak egy "egzotikus és [...] babaszerű átalakulást", mert ez teljesen különbözött a debütáló számuktól.

### 2011: Egyéni tevékenységek, visszatérés, és debütálás Kínában
Fei feltűnt Huh Gong videóklipjében, az "I Only Love You"-ban. Jia feltűnt az M@D videóklipjében, a "Close Your Mouth"-ban. Min stabil tanuló volt a KBS műsorában, az "Oh! My School"-ban, valamint szerepelt a "Countdown" című filmben 'Jang Hyeon-ji'-ként. Suzy szerepelt a "Dream High"-ban a főszereplőként, Go Hye-mi-ként.
2011 májusában nyilvánosságra hozták a "Love Alone"-t, egy kislemezt a még ki nem adott albumukról, az "A Class"-ről.
2011 júliusában bejelentették a visszatérésüket az első teljes, "A Class" nevű albumukkal, ami tartalmazott egy mixet az előző slágereikből, és négy új számot, beleértve az új kislemezüket, a "Good-bye Baby"-t.
2011. szeptember 30-án debütáltak Kínában az első teljes albumuk speciális verziójával, ami tartalmazott egy DVD-t videóklipekkel, valamint a "Bad Girl Good Girl",a "Breathe",a "Goodbye Baby" és a "Love Again" kínai verzióját. A kínai megjelenés után számos toplistán elsők lettek. A "Good Bye Baby" első lett Taiwan legnagyobb zenei portálján, az ezPeer-en, és az A Class vezette a heti koreai/japán toplistát.

### 2012: Touch, a kínai mini-album, Independent Women Part III
A "Touch" kislemezük 2012. február 20-án jelent meg. A videóklip első előzetese Suzy szereplésével jelent meg, amit február 13-án töltöttek fel hivatalos YouTube csatornájukra. A második előzetes a rapperükkel, Jiával jelent meg február 14-én, a harmadik Fei-vel, február 15-én, az utolsó, a negyedik pedig 16-án Min szereplésével jelent meg. 2012. február 19-én töltötték fel a teljes videóklipet a miss A hivatalos YouTube csatornájára, és egy nap alatt több, mint 1 millió nézettséget szerzett.
Március 22-én egy híres kínai videómegosztó oldal, a YinYueTai feltárta a Touch kínai verzióját. Március 23-án a Miss A bemutatta albumuk kínai változatát Hongkongban és Tajvanon. Ez az album tartalmazta a koreai és kínai verzióját a "Touch"-nak és videóklipeket a DVD verziójában. A bemutatás után rögtön az első helyre zárkóztak a kínai toplistákon.
Min közreműködött a B1A4 számában, a "Just Two Of Us" az "Ignition" című albumukról. Suzy közreműködött a "Before This Song Ends" című JJ Project számban, ami a debütáló albumukra, a "Bounce"-ra került fel. Suzy megerősítette a szerepét a Big című drámában.
Október 8-án a miss A bemutatta az ötödik projekt albumukat Independent Women Pt.III címmel. Másnap nyilvánosságra hoztak mozgóképeket a dalból vett szövegekkel. Következő nap Jia és Suzy képei is megjelentek. Október 10-én az egész együttessel is megjelent egy videóelőzetes. Minden tagon férfi öltözet volt. Végül az album október 15-én megjelent. Október 16-án a miss A egy kisebb autóbalesetet szenvedett, bevitték őket a kórházba, de az állapotukat még nem hozták nyilvánosságra. Folytatták a menetrendjüket, csak néhány órás késéssel.

### 2013: Egyéni tevékenységek
Wang Fei Fei szerepelt a MasterChef Koreában a Super Junior-M Henry Lau-jával, Dal Shabet Jiyul-ával, Tony An-jával, Son Ho Young-ával, és másokkal. Szerepelt a Dancing With the Stars 3-ban is az MBLAQ Seunghójával. Végül Fei jóváhagyást kapott, hogy alkalmi ruhákat tervezzen a Connie Colin-nak. Min és a BTOB Minhyuk-ja szerepet kapott a ‘Reckless Family 2′-ben. Suzy szerepelni fog az MBC közelgő drámájában, a Gu Family Book-ban Lee Seung Gi-vel. Ezalatt Meng Jia részt vesz számos divatbemutatón és feltűnik a Let's Go Dream Team 2-ben.